# 安德里伊夫卡 (奥斯基尔市镇)
49°7′23″N 37°6′59″E / 49.12306°N 37.11639°E
安德里伊夫卡（烏克蘭語：Андріївка），是烏克蘭東部哈爾科夫州伊久姆區奥斯基尔市镇内的村落。始建於1774年，面積0.29平方公里，海拔高度150米，2001年人口50，人口密度每平方公里173人。